# Eupithecia semirufescens
Espèce
Synonymes
- Tephroclystia semirufescens Warren, 1906 - protonyme

Eupithecia semirufescens est une espèce de lépidoptères (papillons) de la famille des Geometridae. On peut la trouver au Brésil.

## Publication originale
- (en) William Warren, « Descriptions of new genera and species of South American geometrid moths », Proceedings of the United States National Museum, Washington, Inconnu, vol. 30, no 1456,‎ 1906, p. 399–557 (ISSN 0096-3801 et 2377-6560, OCLC 1259735, DOI 10.5479/SI.00963801.1456.399).